# Oxypetalum martii
Oxypetalum martii är en oleanderväxtart som beskrevs av Fourn.. Oxypetalum martii ingår i släktet Oxypetalum och familjen oleanderväxter. Utöver nominatformen finns också underarten O. m. nanum.